# 荷屬東印度總督列表
全名為東印度尼西亞總督列表，本條目要介紹的是歷任印尼總督列表:

## 歷任總督

### 荷蘭東印度公司

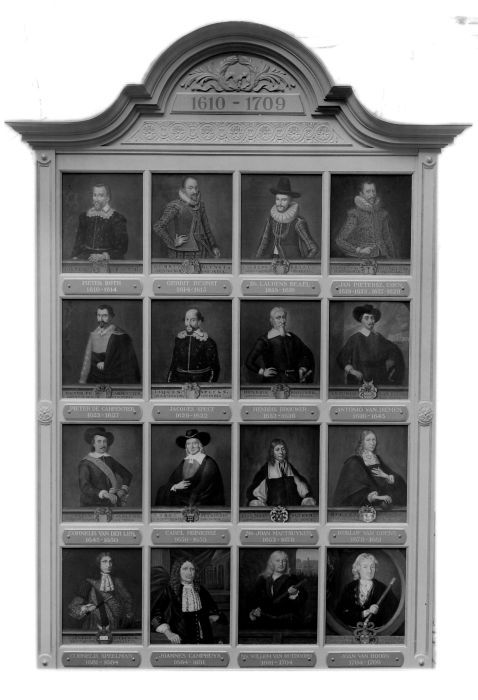
歷任荷蘭東印度公司總督從1610年到1709年

- 1610年-1614年: 彼得·博特（Pieter Both）
- 1614年-1615年: 赫拉德·雷因斯特（Gerard Reynst）
- 1615年-1619年: 劳伦斯·雷阿尔（Laurens Reael）
- 1619年-1623年: 揚·彼得斯佐恩·庫恩（Jan Pieterszoon Coen）
- 1623年-1627年: 彼得·德·卡尔庞捷（Pieter de Carpentier）
- 1627年-1629年: 揚·彼得斯佐恩·庫恩（Jan Pieterszoon Coen）
- 1629年-1632年: 雅克·斯佩克斯（Jacques Specx）
- 1632年-1636年: 亨德里克·布劳沃（Hendrik Brouwer）
- 1636年-1645年: 安东尼·范·迪门（Antonio van Diemen）
- 1645年-1650年: 科内利斯·范·德·莱恩（Cornelis van der Lijn）
- 1650年-1653年: 卡雷尔·赖尼斯（Carel Reyniersz）
- 1653年-1678年: 约安·马策伊克（Joan Maetsuycker）
- 1678年-1681年: 赖克洛夫·范·胡恩斯（Rijckloff van Goens）
- 1681年-1684年: 科内利斯·斯皮尔曼（Cornelis Speelman）
- 1684年-1691年: 约翰内斯·坎普赫斯（Johannes Camphuys）
- 1691年-1704年: 威廉·范·奥托恩（Willem van Outhoorn）
- 1704年-1709年: 约安·范·霍恩（Joan van Hoorn）
- 1709年-1713年: 亚伯拉罕·范·里贝克（Abraham van Riebeeck）
- 1713年-1718年: 克里斯托弗·范·斯沃尔（Christoffel van Swol）
- 1718年-1725年: 亨德里克·兹瓦尔德克龙（Hendrick Zwaardecroon）
- 1725年-1729年: 马托伊斯·德·哈恩（Mattheus de Haan）
- 1729年-1732年: 迪德里克·德尔芬（Diederik Durven）
- 1732年-1735年: 迪尔克·范·克隆（Dirk van Cloon）
- 1735年-1737年: 亚伯拉罕·帕特拉斯（Abraham Patras）
- 1737年-1741年: 阿德里安·法尔克尼尔（Adriaan Valckenier）
- 1741年-1743年: 约翰内斯·泰登斯（Johannes Thedens）
- 1743年-1750年: 古斯塔夫·威廉·伊姆霍夫（Gustaaf Willem van Imhoff）
- 1750年-1761年: 雅各布·莫塞尔（Jacob Mossel）
- 1761年-1775年: 彼得鲁斯·阿尔贝图斯·范·德·帕拉（Petrus Albertus van der Parra）
- 1775年-1777年: 耶雷米亚斯·范·里姆斯戴克（Jeremias van Riemsdijk）
- 1777年-1780年: 赖尼尔·德·克莱尔克（Reynier de Klerck）
- 1780年-1796年: 威廉·阿诺尔德·阿尔廷（Willem Arnold Alting）

### 荷屬東印度

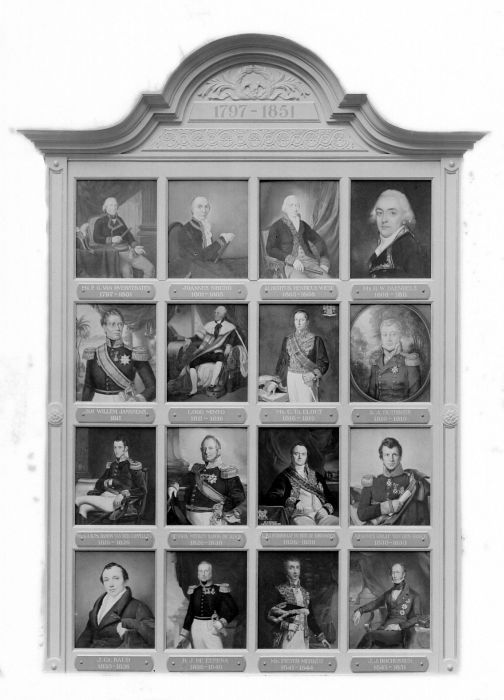
歷任荷蘭東印度公司總督(1797年到1851年)

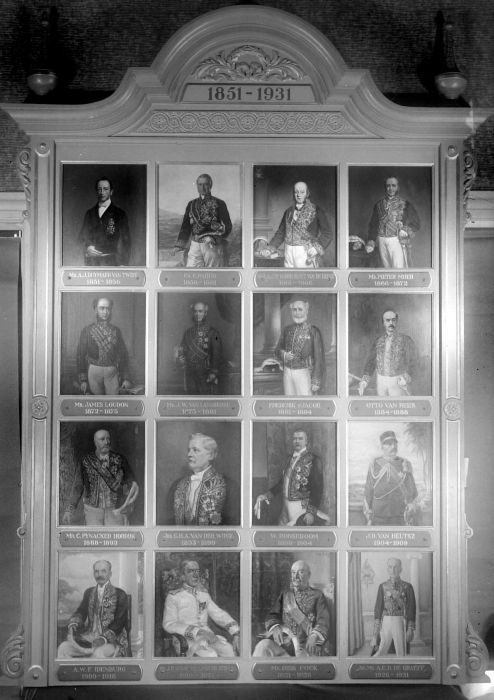
歷任荷蘭東印度公司總督(1851年到1931年)

- 1796年-1801年: 彼得·赫拉尔杜斯·奥弗斯特拉滕（Pieter Gerardus van Overstraten）
- 1801年-1805年: 约翰内斯·西贝尔赫（Johannes Siberg）
- 1805年-1808年: 阿尔贝图斯·亨里克斯·维赛（Albertus Henricus Wiese）
- 1808年-1811年: 赫尔曼·威廉·丹德尔斯（Herman Willem Daendels）
- 1811年-1811年: 扬·威廉·扬森斯（Jan Willem Janssens）
- 1811年-1816年: 英国统治
  - 1811年: 罗伯特·罗洛·吉莱斯皮（Robert Rollo Gillespie）
  - 1811年-1816年: 斯坦福·莱佛士（Stamford Raffles）
  - 1816年: 小约翰·芬德尔（John Fendall Jr.）
- 1816年-1819年: 科利内斯·特奥多鲁斯·埃洛特（Cornelis Theodorus Elout）/ 霍德特·范·德·卡佩伦（Godert van der Capellen） / 阿诺尔德·阿德里安·伯伊斯克斯（Arnold Adriaan Buyskes）
- 1819年-1826年: 霍德特·范·德·卡佩伦（Godert van der Capellen）
- 1826年-1830年: 莱昂纳德·杜·布斯·德·希西赫尼斯（Leonard du Bus de Gisignies） / 亨德里克·梅尔克斯·德·科克（Hendrik Merkus de Kock）
- 1830年-1833年: 约翰内斯·范·登·博斯（Johannes van den Bosch）
- 1833年-1836年: 让·克雷蒂安·博（Jean Chrétien Baud）
- 1836年-1840年: 多米尼克·雅克·德·埃伦斯（Dominique Jacques de Eerens）
- 1840年-1841年: 卡雷尔·西拉杜斯·威廉·范·霍根多普（Carel Sirardus Willem van Hogendorp）
- 1841年-1844年: 彼得·梅尔克斯（Pieter Merkus）
- 1844年-1845年: 约安·科内利斯·雷因斯特（Joan Cornelis Reynst）
- 1845年-1851年: 扬·雅各布·罗胡森（Jan Jacob Rochussen）
- 1851年-1856年: 亚尔贝图斯·雅各布斯·德伊梅尔·范·特维斯特（Albertus Jacobus Duymaer van Twist）
- 1856年-1861年: 夏尔·费迪南·巴胡（Charles Ferdinand Pahud）
- 1861年-1866年: 卢多尔夫·安尼·扬·威尔特·斯卢特·范·德·贝勒（Ludolph Anne Jan Wilt Sloet van de Beele）
- 1866年-1872年: 彼得·迈埃尔（Pieter Mijer）
- 1872年-1875年: 詹姆斯·劳登（James Loudon）
- 1875年-1881年: 約翰·威爾海姆·范·蘭斯貝格（Johan Wilhelm van Lansberge）
- 1881年-1884年: 弗雷德里克·斯雅各布（Frederik s'Jacob）
- 1884年-1888年: 奥托·范·雷斯（Otto van Rees）
- 1888年-1893年: 科内利斯·派纳克尔·霍尔代克（Cornelis Pijnacker Hordijk）
- 1893年-1899年: 卡雷尔·赫尔曼·阿尔特·范·维克（Carel Herman Aart van Wijck）
- 1899年-1904年: 威廉·罗赛博姆（Willem Rooseboom）
- 1904年-1909年: 约翰内斯·贝内迪图斯·范·赫茨（Johannes Benedictus van Heutsz）
- 1909年-1916年: 亚历山大·威廉·弗雷德里克·伊登堡（Alexander Willem Frederik Idenburg）
- 1916年-1921年: 约翰·保罗·范·林堡·斯蒂吕姆（Johan Paul van Limburg Stirum）
- 1921年-1926年: 迪尔克·福克（Dirk Fock）
- 1926年-1931年: 安德里斯·科内利斯·迪尔克·德·格雷夫（Andries Cornelis Dirk de Graeff）
- 1931年-1936年: 博尼法西厄斯·科内利斯·德·容格（Bonifacius Cornelis de Jonge）
- 1936年-1942年: 阿利迪厄斯·瓦莫尔德斯·兰贝特斯·奇尔达·范·斯塔尔肯博赫·斯塔克豪尔（Alidius Warmoldus Lambertus Tjarda van Starkenborgh Stachouwer）
  - 1942年-1945年: 日本控制下
- 1942年-1948年: 许贝特斯·约翰内斯·范·莫克（Hubertus Johannes van Mook）
- 1948年-1949年: 路易·贝尔（Louis Beel） (高級專員)
- 1949年: 托尼·洛文克（Tony Lovink） (高級專員)

## 日治時期都督列表
- 爪哇歷任都督列表:
  - 1942年3月 - 11月: 今村均
  - 1942年11月 - 1944年11月: 原田熊吉
  - 1944年11月 -1945年9月: 山本繁一
- 蘇門答臘省長:
  - 1942年3月 - 7月: 山下奉文
  - 1942年7月 - 1943年4月: 齋藤彌平太
  - 1942年4月 - 1945年8月: 田邊盛武

## 外部連結
- List of The Governors-Generals of The Dutch East Indies
- Indonesia List of Authority（页面存档备份，存于）